# Julia Child
Julia Child, född McWilliams den 15 augusti 1912 i Pasadena i Kalifornien, död 13 augusti 2004 i Montecito i Kalifornien, var en känd amerikansk kock och kokboksförfattare.

## Biografi
Julia Child föddes som Julia Carolyn McWilliams i en kalifornisk familj, och hade inga tankar på att ägna sig åt professionell matlagning när hon gick ut Smith College 1934.
Under andra världskriget arbetade hon för OSS (Office of Strategic Services, föregångaren till CIA) och blev placerad på Ceylon (nuvarande Sri Lanka), där hon mötte Paul Child, som blev hennes make. Efter kriget följde hon med Paul Child till Paris när han placerades där, och det var där hon för första gången kom i kontakt med fransk kokkonst, som hon skulle vara en förespråkare för i hela sitt liv. I Paris studerade hon vid Cordon Bleu och för den franske kocken Max Bugnard. Senare bildade hon en matlagningsskola, L'Ecole des Trois Gourmandes med två franska vänner, Simone Beck och Louisette Bertholle. 
Tillbaka i USA gav hon ut flera kokböcker, bland annat Mastering the Art of French Cooking tillsammans med Beck och Bertholle, 1961. Det goda franska köket på svenska. Child blev också känd som TV-kock, och hade stor betydelse för att höja det kulinariska medvetandet i USA under 1970- och 1980-talen. Hennes fokus var på det klassiska franska köket, med stor vikt vid kvalitet och mindre hänsyn tagen till kostnaderna.

## I Populärkultur
I filmen Julie & Julia från 2009 spelar Meryl Streep en rollfigur som bygger på Julia Child och Amy Adams spelar Julie Powell som blir inspirerad av Julias matlagning.